# Херешин
46°11′ пн. ш. 16°52′ сх. д. / 46.18° пн. ш. 16.86° сх. д.
Херешин (хорв. Herešin) — населений пункт у Хорватії, в Копривницько-Крижевецькій жупанії у складі міста Копривниця.

## Населення
Населення за даними перепису 2011 року становило 728 осіб.
Динаміка чисельності населення поселення: